# The Chase (1966)
The Chase is een Amerikaanse misdaadfilm uit 1966 onder regie van Arthur Penn.

## Verhaal
In de stad denkt iedereen dat sheriff Calder werkt voor de oliebaron Val Rogers. Als de crimineel Bubber Reeves uit de gevangenis ontsnapt, is de zoon van Rogers zijn leven niet zeker. Hij heeft immers een verhouding met de vrouw van Reeves. In zijn zoektocht naar de boef wordt Calder gehinderd door Rogers.

## Rolverdeling
| Acteur           | Personage        |
| ---------------- | ---------------- |
| Marlon Brando    | Sheriff Calder   |
| Jane Fonda       | Anna Reeves      |
| Robert Redford   | Bubber Reeves    |
| E.G. Marshall    | Val Rogers       |
| Angie Dickinson  | Ruby Calder      |
| Janice Rule      | Emily Stewart    |
| Miriam Hopkins   | Mevrouw Reeves   |
| Martha Hyer      | Mary Fuller      |
| Richard Bradford | Damon Fuller     |
| Robert Duvall    | Edwin Stewart    |
| James Fox        | Jake Rogers      |
| Diana Hyland     | Elizabeth Rogers |
| Henry Hull       | Briggs           |
| Jocelyn Brando   | Mevrouw Briggs   |
| Katherine Walsh  | Verna Dee        |